# متحف بورسعيد القومي
متحف بورسعيد القومي أحد متاحف مدينة بورسعيد في مصر. يقع عند التقاء مياه قناة السويس بالبحر الأبيض المتوسط ويعتبر أول متحف من نوعه في تاريخ مصر حيث أنه يضم حوالي 9000 قطعة أثرية من كل العصور بدءاً من العصر الفرعوني مرورا بالعصر اليوناني والروماني وبالعصر القبطي والإسلامي وانتهاء بالعصر الحديث.

## الموقع
يقع المتحف في شارع فلسطين «السلطان حسين سابقا» امام ممشى ديليسبس السياحي الشهير ببورسعيد.

## مواعيد العمل
توقيتات الزيارة صيفاً من التاسعة صباحاً حتى الثالثة مساءً وشتاءً من التاسعة صباحاً حتى العاشرة م